# Setge d'Osaka
El Setge d'Osaka (大坂の役, Ōzaka no eki) fou una campanya lliurada al Japó durant els anys 1614 i 1615 entre el shogunat Tokugawa i el clan Toyotomi. Aquests conjunt de batalles es reparteixen en dues campanyes:
- la campanya d'hivern (大坂冬の陣, Ōzaka fuyu no jin)
- la campanya d'estiu (大坂夏の陣, Ōzaka natsu no jin).

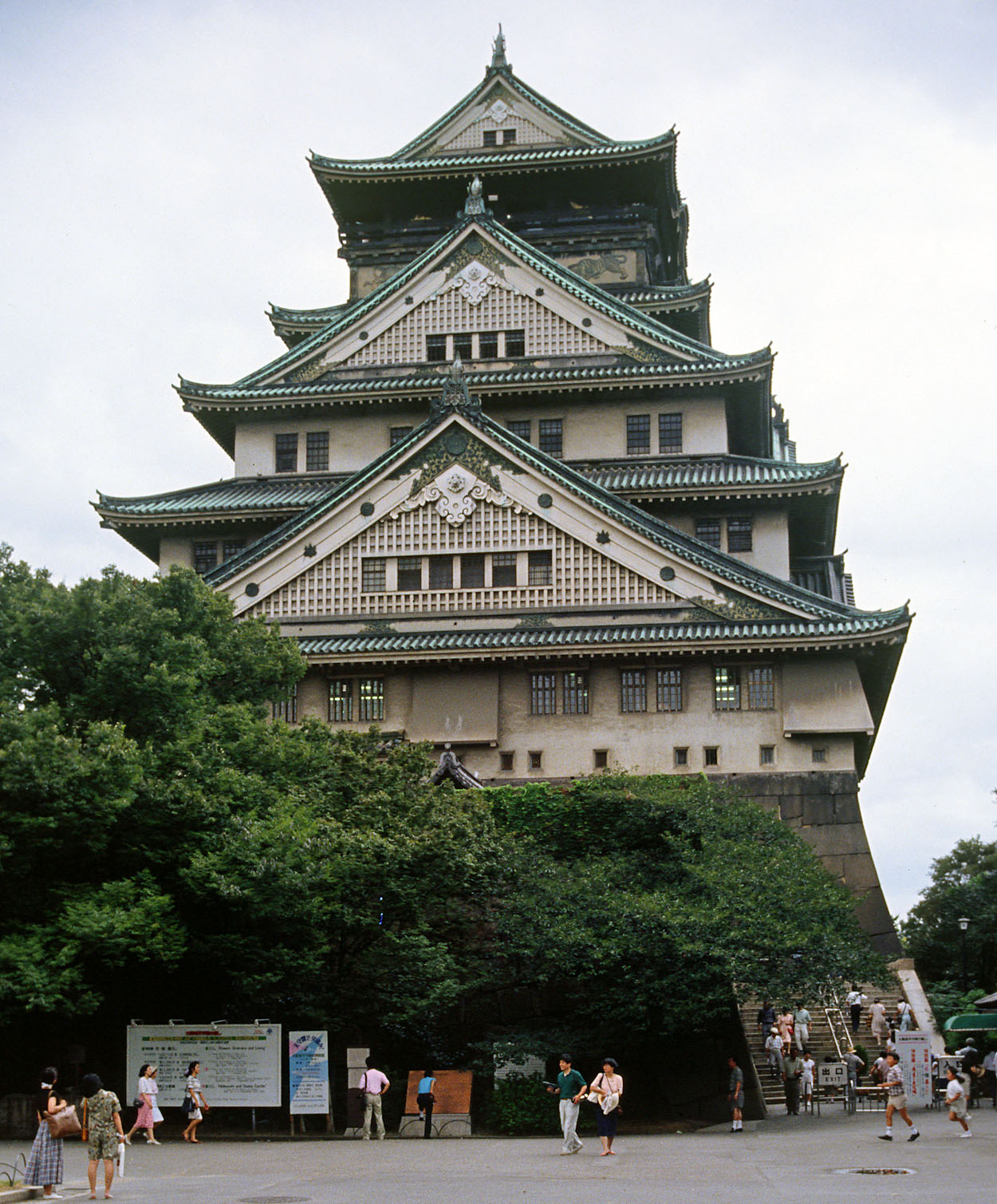
El castell d'Osaka

Quan Hideyoshi Toyotomi mor el 1598, deixa l'administració del Japó al "Consell dels cinc regents", entre els quals Ieyasu Tokugawa és el que ostenta la major autoritat. Després d'haver vençut en la batalla de Sekigahara als altres regents dirigits per Mitsunari Ishida, Ieyasu controla de facto tot el Japó, i el 1603 s'inicia el shogunat Tokugawa a Edo. L'objectiu polític de Ieyasu és el d'establir un règim permanent i estable, i el fet que el clan Toyotomi sigui nominalment superior a ell era un gran problema.

## Campanya d'hivern

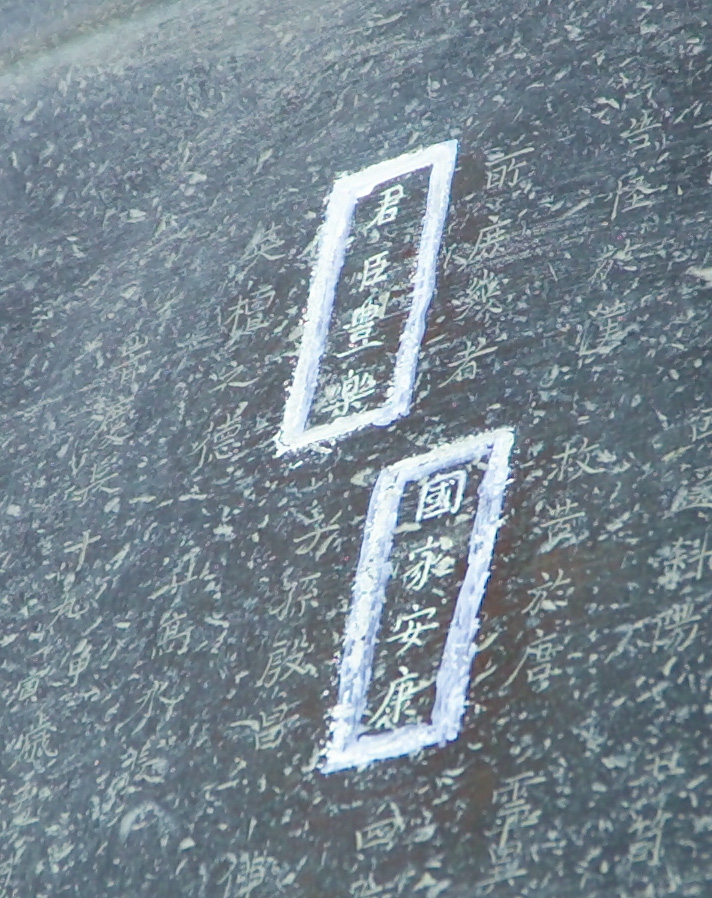
Inscripció sobre la campana a Hokoji (Kyoto)

El 1614, el clan Toyotomi reconstrueix el castell d'Osaka i un santuari proper. Les renovacions inclouen una campana, sobre la qual es troba una inscripció dient: 
«Pugui l'Estat ser pacífic i pròsper; a l'Est saluda la pàl·lida lluna, i a l'Oest fa l'adéu al sol ponent.»
Ieyasu Tokugawa interpreta això com un insult, ja que ell té el centre del seu poder en les províncies orientals, i la tensió comença a augmentar entre el nou shogunat i el clan Toyotomi; Hideyori Toyotomi comença a reunir una força composta de rōnin i d'enemics dels Tokugawa a Osaka. El novembre de 1614, Ieyasu decideix impedir que aquesta força es faci més gran i envia 194.000 homes a Osaka.
El setge comença el 19 de novembre, quan Ieyasu condueix tres mil homes a l'altra banda del riu Kizugawa, destruint el fort qui s'hi troba. Una setmana més tard, Ieyasu ataca el poble d'Imafuku amb 1 500 homes, enfrontant-se a 600 defensors. Amb l'ajuda d'un escamot d'arcabussers, aconsegueix una nova victòria. Un cert nombre de petits forts i pobles són atacats abans que el setge del castell d'Osaka comenci el 4 de desembre.
Sanada-maru és una barbacana defensada per Yukimura Sanada i 7 000 homes. Els exèrcits del shogun són rebutjats moltes vegades. Sanada i els seus homes llancen un diversos atacs contra les línies enemigues, i aconsegueixen trencar el setge tres vegades. Tokugawa decideix llavors utilitzar l'artilleria i fa arribar 300 canons, i ordena als seus homes de cavar sota els murs de la fortalesa. El 22 de gener finalitza el setge hivernal, Hideyori Toyotomi promet no rebel·lar-se i autoritza a cobrir els fossats del castell d'Osaka.

## Campanya d'estiu
L'abril, el shogun s'assabenta que Toyotomi està reunint encara més tropes que al novembre, i que intenta aturar el cobriment dels fossats. Les forces de Toyotomi –anomenat l'exèrcit de l'Oest– comencen a pressionar els contingents del shogun –l'exèrcit de l'Est– prop d'Osaka. El 29 d'abril, ataquen el castell de Wakayama, una fortalesa costanera pertanyent a Nagaakira Asano, un aliat del shogun. Els homes d'Asano surten del castell, ataquen els invasors i els rebutgen.
Al començament de juny, arriba l'exèrcit del shogun abans que Hideyori Toyotomi controli totes les terres que poden ser utilitzades contra ell. El 6 de juny, a Dōmyōji, 2.600 dels seus homes topen amb 23.000 homes de l'exèrcit de l'Est. El comandant dels homes d'Hideyori en aquesta batalla, Mototsugu Gotō, intenta una retirada a través de la boira, però finalment perd la batalla i ell mor.
Després d'una sèrie de batalles i de victòries del shogunat pels voltants d'Osaka, la campanya d'estiu s'acaba amb la batalla de Tennji. Hideyori intenta una operació de tipus «martell i enclusa», en la que 50 000 homes ataquen el centre de l'exèrcit de l'Est, mentre que una segona força de 16 500 homes els voregen per atacar-los pel darrere; deixa un altre contingent en reserva. L'exèrcit d'Ieyasu Tokugawa és dirigit pel seu fill Hidetada i compta amb uns 155 000 homes. Es desplacen en quatre línies paral·leles, desenvolupant la seva pròpia estratègia.
Errors dels dos bàndols estan a punt de fer perdre la batalla; els ronin d'Hideyori se separen del grup principal i les forces de reserva d'Hidetada es mouen sense ordre. Finalment, maten el comandant d'Hideyori, Yukimura Sanada, destruint l'esperit de l'exèrcit de l'Oest. La petita tropa sota les ordres directes d'Hideyori surt massa tard del castell d'Osaka, i és ràpidament rebutjada cap a l'interior de la fortalesa, sense tenir temps de preparar una defensa eficaç. El castell és incendiat i castigat per l'artilleria. Hideyori Toyotomi es fa el seppuku i l'última gran revolta contra el shogunat Tokugawa és reprimida; no ni hauria cap més en 250 anys.

## Conseqüències
El fill de 8 anys de Hideyori, Toyotomi Kurimatsu, va ser capturat pel shogunat i el van decapitar a Kyoto. La filla de la concubina de Hideyori, Naahime, no va ser condemnada a mort. Posteriorment es va fer monja al temple budista Tkei-ji de Kamikura. La tomba de Hideyoshi va ser destruïda i també el Santuari Tomokuri de Kyoto. Chosokabe Morichika va ser decapitat l'11 de maig, mentre que el seu company, Ono Harutane, que havien perseguit durant més de 10 anys, va ser ajusticiat.
El shogunat va obtenir 650.000 kokus a Osaka i va començar a reconstruir el Castell d'Osaka. Osaka va ser convertida en un han, un domini feudal, i donada a Matsudaira Tadaaki. Tanmateix el 1619, el shogunat va modificar l'estructura administrativa d'Osaka, que va passar de ser un domini feudal a convertir-se en un jodai (governació), sota el comandament d'un bugyō, qui podia comunicar-se directament amb el shogunat. Durant la resta del període Edo, Osaka, com moltes altres ciutats japoneses importants, no va formar part d'un han ni estar sota el control d'un dàimio. Uns quants dàimio, entre els quals hi havia Naitō Nobumasa, del Castell de Takatsuki (Província de Settsu) amb 20.000 koku, i Mizuno Katsushige, del Yamato Koriyama (Província de Yamato) amb 60.000 koku, es van traslladar a Osaka.
El clan Toyotomi va ser dissolt. Tadanao va ser el primer a arribar al Castell d'Osaka; tot i que va rebutjar la recompensa en terres, en canvi, va rebre chaki. Els senyors del castell van ser: 
- Ashikaga Yoshimasa
- Oda Nobunaga
- Tokugawa Ieyasu
- Toyotomi Hideyoshi
- Ukita Hideie
- Hatsuhana Katatsuki, que va ser el darrer.

Després de la caiguda del castell, el shogunat va anunciar noves lleis, com la ikkoku ichijō (一国一城), que establia que una província només podia tenir un castell, i la Bukeshohatto (també anomenada "Llei de Buke"), que limitava que cada dàimio només podia posseir un sol castell i l'obligava a complir amb les esmentades restriccions. Des de llavors, va caldre obtenir el permís del shogunat per a realitzar qualsevol construcció o reparació d'un castell. També en compliment d'aquesta llei es va obligar a destruir molts castells.

## Llista de les batalles
Campanya d'hivern
- Batalla d'Imafuku
- Batalla de Shigeno
- Batalla de Kizugawa
- Batalla de Toda-Fukushima
- Setge de Sanada-maru

Campanya d'estiu
- Batalla de Kashii
- Batalla de Dmyji
- Batalla de Yao
- Batalla de Wakae
- Batalla de Tennji